# Cinasa PIM-2

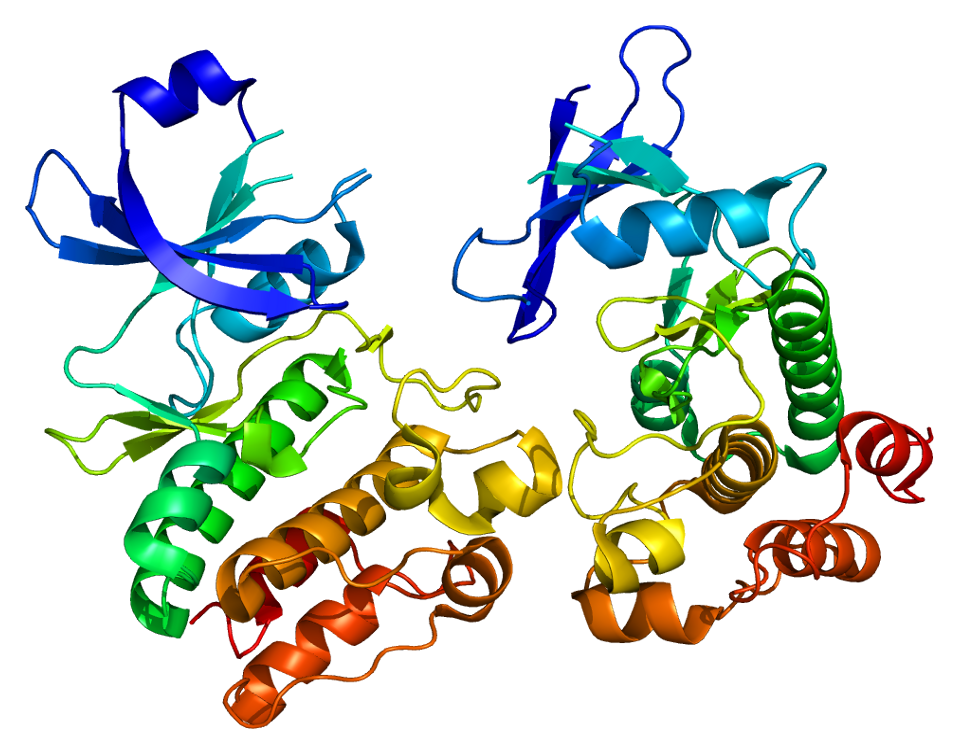
Estructura de la proteína PIM2. Basada en la representación PyMOL de PDB 2iwi.

La enzima cinasa Pim-2, descubierta  en 1984, consta de 311 aminoácidos y su tamaño es de 34.190 Da, codifica para una proteína citoplasmática serina/treonina proteína cinasa y pertenece a un grupo de enzimas relacionadas con el calcio calmodulina familia de las cinasas, este grupo de enzimas es constitutivamente activo cuando se expresa en células HEK-293 y son capaces de fosforilar Bcl-2 Bad miembro de la familia en tres residuos, ser112, Ser136 y Ser155, por medio de experimentación se descubrió que la Pim-2 fosforila específicamente a Ser 112.
Cuando se expresa constitutivamente confiere resistencia de una variedad de estímulos apoptóticos a largo plazo, la expresión de Pim-2 mantiene el tamaño celular y el potencial mitocondrial independiente de las vías PI3K/Akt/TOR, poder hacer esto está relacionado con su capacidad de mantener fosforilado rapamycin-resistant del represor 4E-BP1 y la fosforilación de BH3 protein BAD. Lo que hace que la pim2 esté fuertemente correlacionada con promover la supervivencia de células autónomas e inducir factor de crecimiento.

## Función reguladora
Tiene función como regulador de:
- La actividad transcripcional de MYC

- La progresión del ciclo celular

- La translación de Cap-dependent

Y fosforila la proteína pro-apoptotic, BAD 
Pim-2,  fue identificada como un sitio común de inserción viral en linfomas murinas. Al igual que Pim-1 la sobre expresión de Pim-2 en ratones transgénicos predispone a los ratones con el desarrollo de linfoma.
Además se han detectado niveles elevados de expresión de PIM-2 en grupos de pacientes de un amplio rango de tipos de linfoma, asociado con una evolución clínica desfavorable en pacientes de ABC-DLBLC, la inhibición farmacológica de las cinasas PIM indujo apoptosis y parada del ciclo celular en LDCBG, científicos de la Universidad de Pensilvania afirman que un fármaco que interfiera con la Pim-2 podría ayudar a controlar tales tumores.